# Liste der Monuments historiques in Haroué
Die Liste der Monuments historiques in Haroué führt die Monuments historiques in der französischen Gemeinde Haroué auf.

## Liste der Immobilien
| Bezeichnung    | Beschreibung | Standort          | Kennzeichnung | Schutzstatus | Datum | Bild           |
| -------------- | --- | ----------------- | ------------- | ------------ | ----- | -------------- |
| Schloss Haroué | auch Château de Craon; Schloss, zwischen 1720 und 1732 erbaut, Architekt Germain Boffrand; Wirtschaftsgebäude, 16. Jahrhundert; französischer Garten | Au Château (Lage) | PA00106043    | Classé       | 1983  | weitere Bilder |

## Liste der Objekte
| Bezeichnung                                                       | Beschreibung | Standort                         | Kennzeichnung | Schutzstatus | Datum | Bild |
| ----------------------------------------------------------------- | --- | -------------------------------- | ------------- | ------------ | ----- | ---- |
| Zwölf Wandteppiche                                                | Ensemble aus PM54001134 bis PM54001140                                                                                       | im Château de Craon (Lage)       | PM54001041    | Classé       | 1990  |      |
| Wandteppich Schlacht am Granikos                                  | vor 1722 in Brüssel gefertigt, nach Vorlage von Charles Le Brun                                                              | im Château de Craon (Lage)       | PM54001134    | Classé       | 1990  |      |
| Zwei Wandteppiche Schlacht bei Arbela                             | vor 1722 in Brüssel gefertigt, nach Vorlage von Charles Le Brun; 1997 durch Brand zerstört                                   | im Château de Craon (Lage)       | PM540011345   | Classé       | 1990  |      |
| Vier Wandteppiche Schlacht am Hydaspes                            | vor 1722 in Brüssel gefertigt, nach Vorlage von Charles Le Brun                                                              | im Château de Craon (Lage)       | PM54001136    | Classé       | 1990  |      |
| Wandteppich Die Familie von Dareios III. vor Alexander dem Großen | vor 1722 in Brüssel gefertigt, nach Vorlage von Charles Le Brun                                                              | im Château de Craon (Lage)       | PM54001137    | Classé       | 1990  |      |
| Zwei Wandteppiche Trophäenträger                                  | vor 1722 in Brüssel gefertigt, nach Vorlage von Charles Le Brun                                                              | im Château de Craon (Lage)       | PM54001138    | Classé       | 1990  |      |
| Wandteppich Konstantin und Liktoren                               | vor 1722 in Brüssel gefertigt, nach Vorlage von Charles Le Brun                                                              | im Château de Craon (Lage)       | PM54001139    | Classé       | 1990  |      |
| Wandteppich Geschichte Helenas                                    | vor 1722 in Brüssel gefertigt, nach Vorlage von Charles Le Brun                                                              | im Château de Craon (Lage)       | PM54001140    | Classé       | 1990  |      |
| Architekturelemente                                               | Skulpturengruppen, Treppe mit Geländer und Ausstattung von drei Räumen; ab dem 16. Jahrhundert                               | im Château de Craon (Lage)       | PM54000296    | Classé       | 1983  |      |
| Billardtisch                                                      | um 1820 gebaut, Pierre-Antoine Bellangé zugeschrieben                                                                        | im Château de Craon (Lage)       | PM54002175    | Classé       | 2018  |      |
| Zwei kleine Sofas                                                 | um 1820 von Pierre-Antoine Bellangé gebaut                                                                                   | im Château de Craon (Lage)       | PM54002177    | Classé       | 2018  |      |
| Ankleidespiegel                                                   | um 1820 von Pierre-Antoine Bellangé gebaut                                                                                   | im Château de Craon (Lage)       | PM54002183    | Classé       | 2018  |      |
| Sofa                                                              | um 1820 von Pierre-Antoine Bellangé gebaut; im Château de Maisons in Maisons-Laffitte aufbewahrt                             | im Château de Craon (Lage)       | PM54002094    | Classé       | 2018  |      |
| Zwei sechsarmige Kandelaber                                       | Bronze, um 1820, Entwurf Pierre-Philippe Thomire; im Château de Maisons in Maisons-Laffitte aufbewahrt                       | im Château de Craon (Lage)       | PM54002099    | Classé       | 2016  |      |
| Zwei neunarmige Kandelaber                                        | Bronze, um 1820, Entwurf Pierre-Philippe Thomire; im Château de Maisons in Maisons-Laffitte aufbewahrt                       | im Château de Craon (Lage)       | PM54002100    | Classé       | 2016  |      |
| Zwei neunarmige Kandelaber                                        | Bronze, um 1820, Entwurf Pierre-Philippe Thomire; im Château de Maisons in Maisons-Laffitte aufbewahrt                       | im Château de Craon (Lage)       | PM54002101    | Classé       | 2016  |      |
| Zwei achtarmige Kandelaber                                        | Bronze, um 1820, Entwurf Pierre-Philippe Thomire; im Château de Maisons in Maisons-Laffitte aufbewahrt                       | im Château de Craon (Lage)       | PM54002102    | Classé       | 2016  |      |
| Vier Lehnstühle                                                   | um 1825 von Louis-Alexandre Bellangé angefertigt; im Château de Maisons in Maisons-Laffitte aufbewahrt                       | im Château de Craon (Lage)       | PM54002086    | Classé       | 2015  |      |
| Zwei Lehnsessel                                                   | um 1820 von Pierre-Antoine Bellangé gebaut; im Château de Maisons in Maisons-Laffitte aufbewahrt                             | im Château de Craon (Lage)       | PM54002090    | Classé       | 2016  |      |
| Zwei Chaiselongues                                                | um 1820 von Pierre-Antoine Bellangé gebaut; im Château de Maisons in Maisons-Laffitte aufbewahrt                             | im Château de Craon (Lage)       | PM54002093    | Classé       | 2016  |      |
| Acht Lehnstühle und acht Stühle                                   | um 1820 von Pierre-Antoine Bellangé gebaut                                                                                   | im Château de Craon (Lage)       | PM54002176    | Classé       | 2018  |      |
| Vierundzwanzigarmiger Leuchter                                    | Bronze, um 1820, Pierre-Philippe Thomire oder Lucien-François Feuchère zugeschrieben                                         | im Château de Craon (Lage)       | PM54002185    | Classé       | 2018  |      |
| Gemälde Porträt von mit Zoé Victoire Talon ihren Kindern          | Ölfarbe auf Leinwand, vergoldeter Holzrahmen, 1825 von François Gérard; im Château de Maisons in Maisons-Laffitte aufbewahrt | im Château de Craon (Lage)       | PM54002103    | Classé       | 2018  |      |
| Vier Gemälde Allegorien der Jahreszeiten                          | Ölfarbe auf Leinwand, Holzrahmen, 1825 von François Gérard; im Château de Maisons in Maisons-Laffitte aufbewahrt             | im Château de Craon (Lage)       | PM54002084    | Classé       | 2015  |      |
| Büste von Zoé Victoire Talon                                      | Marmor, 1826 von Jean-Marie Pigalle; im Château de Maisons in Maisons-Laffitte aufbewahrt                                    | im Château de Craon (Lage)       | PM54002089    | Classé       | 2017  |      |
| Zehn Stühle und sechs Lehnstühle                                  | um 1820 von Pierre-Antoine Bellangé angefertigt                                                                              | im Château de Craon (Lage)       | PM54002173    | Classé       | 2018  |      |
| Kronleuchter                                                      | Bronze, Kristallglas, um 1820 von Pierre-Philippe Thomire angefertigt                                                        | im Château de Craon (Lage)       | PM54002184    | Classé       | 2018  |      |
| Sofa                                                              | um 1820 von Pierre-Antoine Bellangé angefertigt                                                                              | im Château de Craon (Lage)       | PM54002188    | Classé       | 2018  |      |
| Schreibtisch                                                      | um 1820 von Pierre-Antoine Bellangé angefertigt                                                                              | im Château de Craon (Lage)       | PM54002189    | Classé       | 2018  |      |
| Wandvertäfelung                                                   | aus dem 18. Jahrhundert | im Château de Craon (Lage)       | PM54000295    | Classé       | 1982  |      |
| Gemälde Ludwig XVIII. in seinem Arbeitszimmer                     | Ölfarbe auf Leinwand, vergoldeter Holzrahmen, 1823 von François Gérard; im Château de Maisons in Maisons-Laffitte aufbewahrt | im Château de Craon (Lage)       | PM54002083    | Classé       | 2015  |      |
| Waschtisch                                                        | aus dem 19. Jahrhundert; im Château de Maisons in Maisons-Laffitte aufbewahrt                                                | im Château de Craon (Lage)       | PM54002091    | Classé       | 2016  |      |
| Sechs Lehnstühle                                                  | um 1820 von Pierre-Antoine Bellangé angefertigt                                                                              | im Château de Craon (Lage)       | PM54002092    | Classé       | 2016  |      |
| Zwei Kaminschirme                                                 | um 1820 von Pierre-Antoine Bellangé angefertigt                                                                              | im Château de Craon (Lage)       | PM54002096    | Classé       | 2016  |      |
| Drei Stühle                                                       | um 1820 von Pierre-Antoine Bellangé angefertigt; im Château de Maisons in Maisons-Laffitte aufbewahrt                        | im Château de Craon (Lage)       | PM54002095    | Classé       | 2016  |      |
| 36 Stühle und sechs Lehnstühle                                    | um 1820 von Pierre-Antoine Bellangé angefertigt                                                                              | im Château de Craon (Lage)       | PM54002170    | Classé       | 2018  |      |
| Drei Etageren                                                     | um 1820 von Pierre-Antoine Bellangé angefertigt                                                                              | im Château de Craon (Lage)       | PM54002171    | Classé       | 2018  |      |
| Kaminschirm                                                       | um 1820 von Pierre-Antoine Bellangé angefertigt                                                                              | im Château de Craon (Lage)       | PM54002174    | Classé       | 2018  |      |
| Kaminschirm                                                       | um 1820 von Pierre-Antoine Bellangé angefertigt                                                                              | im Château de Craon (Lage)       | PM54002180    | Classé       | 2018  |      |
| Nachttisch                                                        | um 1820 von Pierre-Antoine Bellangé angefertigt                                                                              | im Château de Craon (Lage)       | PM54002182    | Classé       | 2018  |      |
| Vier Stühle                                                       | um 1825 von Louis-Alexandre Bellangé angefertigt; im Château de Maisons in Maisons-Laffitte aufbewahrt                       | im Château de Craon (Lage)       | PM54002085    | Classé       | 2015  |      |
| Pendeluhr                                                         | um 1825, Gehäuse von Jacques-Marie Huvé entworfen; im Château de Maisons in Maisons-Laffitte aufbewahrt                      | im Château de Craon (Lage)       | PM54002087    | Classé       | 2015  |      |
| Zwei Hocker                                                       | um 1820 von Pierre-Antoine Bellangé angefertigt; im Château de Maisons in Maisons-Laffitte aufbewahrt                        | im Château de Craon (Lage)       | PM54002097    | Classé       | 2016  |      |
| Kronleuchter                                                      | Bronze, vergoldet, Kristallglas, um 1820; im Château de Maisons in Maisons-Laffitte aufbewahrt                               | im Château de Craon (Lage)       | PM54002098    | Classé       | 2016  |      |
| Tisch mit drei Verlängerungen                                     | sowie zehn weitere Verlängerungen; um 1820 von Pierre-Antoine Bellangé angefertigt                                           | im Château de Craon (Lage)       | PM54002169    | Classé       | 2018  |      |
| Vies Sofas                                                        | mit acht Sitzkissen und vier Fußschemeln; um 1820 von Pierre-Antoine Bellangé angefertigt                                    | im Château de Craon (Lage)       | PM54002172    | Classé       | 2018  |      |
| Vier Fußschemel                                                   | um 1820 von Pierre-Antoine Bellangé angefertigt                                                                              | im Château de Craon (Lage)       | PM54002179    | Classé       | 2018  |      |
| Großes Sofa                                                       | mit zwei Sitzkissen; um 1820 von Pierre-Antoine Bellangé angefertigt                                                         | im Château de Craon (Lage)       | PM54002178    | Classé       | 2018  |      |
| Säulenbett                                                        | um 1820 von Pierre-Antoine Bellangé angefertigt                                                                              | im Château de Craon (Lage)       | PM54002181    | Classé       | 2018  |      |
| Vier Lehnstühle                                                   | um 1820 von Pierre-Antoine Bellangé angefertigt                                                                              | im Château de Craon (Lage)       | PM54002186    | Classé       | 2018  |      |
| Kaminschirm                                                       | um 1820 von Pierre-Antoine Bellangé angefertigt                                                                              | im Château de Craon (Lage)       | PM54002187    | Classé       | 2018  |      |
| Kronleuchter                                                      | Bronze, vergoldet, um 1825 von Pierre-Philippe Thomire                                                                       | im Château de Craon (Lage)       | PM54002088    | Classé       | 2015  |      |
| Skulptur Madonna mit Kind                                         | Stein, farbig gefasst, Mitte des 17. Jahrhunderts                                                                            | in der Kirche Ste-Trinité (Lage) | PM54001577    | Inscrit      | 1981  |      |
| Hauptaltar                                                        | Altartisch und Tabernakel; Holz, farbig gefasst und vergoldet, Anfang des 18. Jahrhunderts                                   | in der Kirche Ste-Trinité (Lage) | PM54000294    | Classé       | 1971  |      |